# Gabriel Ramos Millán
Gabriel Ramos Millán, född 1903 i Ayapango, död 26 september 1949 på Popocatépetl i Puebla, var en mexikansk politiker (PRI), deputerad, advokat och senator under Miguel Alemáns regeringstid. 
Han utbildade sig i rättsvetenskap vid Escuela Nacional de Jurisprudencia i Mexico City och valdes 1943 till deputerad i Mexikos unionskongress. 1946 valdes han till senator i Mexikos senat.
Ramos Millán omkom i en flygolycka den 26 september 1949. Planet var på väg från Oaxaca till Mexico City när det kraschade in i bergstoppen Pico de Fraile vid sidan av vulkanen Popocatépetl. Konstnären Blanca Estela Pavón dog i samma flygolycka. På dagen ett år efter olyckan namngavs hans hemstad Ayapango i hans ära, och staden heter numer officiellt Ayapango de Gabriel Ramos Millán.